# Caulerpa taxifolia
Caulerpa taxifolia vrsta je zelene alge iz roda Caulerpa. Autohtona je vrsta tropskih mora, ali se loza koja je otpornija na hladnoću rasprostranila i u umjernim morima. Caulerpa taxifolia je svojom pojavom u Sredozemnom moru stekla nadimak alga ubojica zahvaljujući sposobnosti osvajanja morskog dna brzim razmnožavanjem kojim potiskuje lokalnu morsku floru i faunu. Nalazi se na IUCN-ovom popisu 100 najgorih invazivnih vrsta na svijetu.

## Rasprostranjenost u Jadranu
Alga je u Sredozemlju prvi put primijećena 1984. u Monaku, odakle se pretpostavlja da se raširila nakon što je slučajno ispuštena pri čišćenju akvarija tamošnjeg Oceanografskog muzeja. Širila se sidrima i ribarskim mrežama te je sljedećih godina njezina prisutnost zabilježena na više od 130 lokaliteta u podmorjima Monaka, Francuske, Španjolske, Tunisa, Italije i Hrvatske.
U Hrvatskoj je devedestih godina alga pronađena na tri lokaliteta - pokraj Staroga Grada na Hvaru, Malinske na otoku Krku i u Barbatskom kanalu pokraj otoka Raba. Zbog izrazito negativnog utjecaja na bioraznolikost podmorja, algu se moralo aktivno iskorijeniti. Metode su uključivale ručno otklanjanje ili usisavanje alginih kolonija pumpama od strane ronioca ili pokrivanje površine kolonije crnom folijom na tri mjeseca, nakon čega bi kolonija iščezla. Tako se zaustavilo nekontrolirano širenje iako je alga i dalje prisutna pokraj Staroga Grada na Hvaru.
U posljednje je vrijeme primjećeno da se alga, iz nepoznatih razloga, počela i sama povlačiti iz Sredozemlja, što su potvrdili i francuski znanstvenici. Međutim isti, ako ne i veći problem, sada uzrokuje također invazivna vrsta Caulerpa racemosa.